# Leucophyllum frutescens
Leucophyllum frutescens är en flenörtsväxtart som först beskrevs av Augusto Napoleone Berlese, och fick sitt nu gällande namn av Ivan Murray Johnston. Leucophyllum frutescens ingår i släktet Leucophyllum och familjen flenörtsväxter. Inga underarter finns listade i Catalogue of Life.